# Manuel Francisco Lisboa
Manuel Francisco Lisboa (Pombais, freguesia de Odivelas, 1697 - 7 de junho de 1767 - Ouro Preto), foi um arquiteto, carpinteiro e mestre-de-obras de Portugal, ativo no Brasil. Seu nome está associado às principais obras construídas em Ouro Preto na primeira metade do século XVIII. Porém, é mais lembrado por ter sido o pai de Aleijadinho.

## Biografia
Filho de João Francisco e Magdalena Antunes, nasceu no lugar Pombais, na freguesia de Odivelas, que na época pertencia ao concelho de Loures. Foi batizado na referida freguesia de Odivelas no dia 24 de fevereiro de 1697.
Chegou a Ouro Preto em 1724. Entre suas obras estão o projetos para a Matriz de Nossa Senhora da Conceição de Antônio Dias (1727) e a Igreja de Nossa Senhora do Carmo (1766). Foi o construtor do Palácio dos Governadores, projetado por José Fernandes Alpoim, além de erguer várias pontes. Antônio Francisco Pombal, seu irmão, foi também arquiteto notável. 
Contraiu matrimônio com Antonia Maria de São Pedro na igreja de Ouro Preto em 7 de outubro de 1738
Faleceu em 7 de junho de 1767 na cidade de Ouro Preto.
No dia seguinte foi sepultado dentro da Igreja matriz de Ouro preto na cova da Irmandade do Santíssimo, amortalhado em hábito do Terceiro do Carmo e ainda sua cerimônia de enterro foi acompanhado por seu pároco e alguns outros sacerdotes, além de algumas irmandades, conforme pedido deixado em vida.